# كليمبازول
كليمبازول (بالإنجليزية: Climbazole)‏ هو عامل مضاد للفطريات الموضعية التي تستخدم عادة في علاج التهاب الجلد الفطري لدى الإنسان مثل قشرة الرأس والأكزيما. وقد أظهر الكليمبازول أعلى مستوى فعالية في التجارب المختبرية الجسم ضد الوبيغاء البيضوية التي تظهر أن تلعب دوراً هاماً في التسبب في القشرة. الكيميائية هيكلها وخصائص مماثلة لمبيدات الفطريات الأخرى مثل الكيتوكونازول وميكونازول.

## الاستعمالات والتركيب
الكليمبازول يدخل كعنصر فعال ضمن المركبات الدوائية المستخدمة في مكافحة قشرة الرأس, يتوفر هذا العلاج ضمن الأدوية المتاحة بدون وصفة، بما في ذلك الشامبوات والملطفات. كثيراً ما يكون الاكليمبازول مفي التركيبات الدوائية مصحوباً مع مكونات نشطة أخرى مثل بيريثيون الزنك أو التريكلوسان, ومع حمض الساليسيليك، شجرة الكينا ونبات الجنسنغ.

## التأثيرات الجانبية
قد يسبب تهيج موضعي للجلد بما في ذلك الإحمرار والطفح الجلدي والحكة.

## أنظر
- شامبو كليمبازول مع حمض الساليسيليك.

## المصدر
- ترجمة من الويكيبيديا الأنكليزية.